# Cintegabelle
Cintegabelle (okcitansko Senta Gabèla) je naselje in občina v južnem francoskem departmaju Haute-Garonne regije Jug-Pireneji. Leta 2008 je naselje imelo 2.577 prebivalcev.

## Geografija
Naselje leži v pokrajini Languedoc ob izlivu reke Hers-Vif v Ariège, 35 km južno od Toulousa.

## Uprava
Cintegabelle je sedež istoimenskega kantona, v katerega so poleg njegove vključene še občine Aignes, Caujac, Esperce, Gaillac-Toulza, Grazac in Marliac s 5.246 prebivalci.
Kanton Cintegabelle je sestavni del okrožja Muret.

## Zanimivosti
- cistercijanska opatija Boulbonne iz 17. in 18. stoletja,
- cerkev Marijinega Rojstva,
- grad Château du Secourieu,
- most na reki Ariège,
- zgodnje paleolitsko najdišče z ohranjenimi pestnjaki.